# Rondibilis microdentata
Rondibilis microdentata är en skalbaggsart som först beskrevs av J. Linsley Gressitt 1942.  Rondibilis microdentata ingår i släktet Rondibilis och familjen långhorningar. Inga underarter finns listade i Catalogue of Life.